# 雙溪拉雅 (孟加影縣)
雙溪拉雅（印尼語：Sungai Raya）是印尼西加里曼丹省孟加影縣的一個鎮，位於該縣西南部，東接札加拉鎮，南與喃吧哇縣石山鎮為界，西臨納土納海，北連雙溪拉雅群島鎮。

## 行政區劃
雙溪拉雅鎮轄有5個村。
1. 百富院村
2. 白樹下村
3. Desa Sungai Jaga B
4. Desa Sungai Pangkalan I
5. 紅砂港村